# Seidiger Hartriegel
Der Seidige Hartriegel (Cornus sericea), auch Weißer Hartriegel und Sprossender Hartriegel genannt, ist eine Pflanzenart aus der Gattung Hartriegel (Cornus) in der Familie der Hartriegelgewächse (Cornaceae).

## Beschreibung

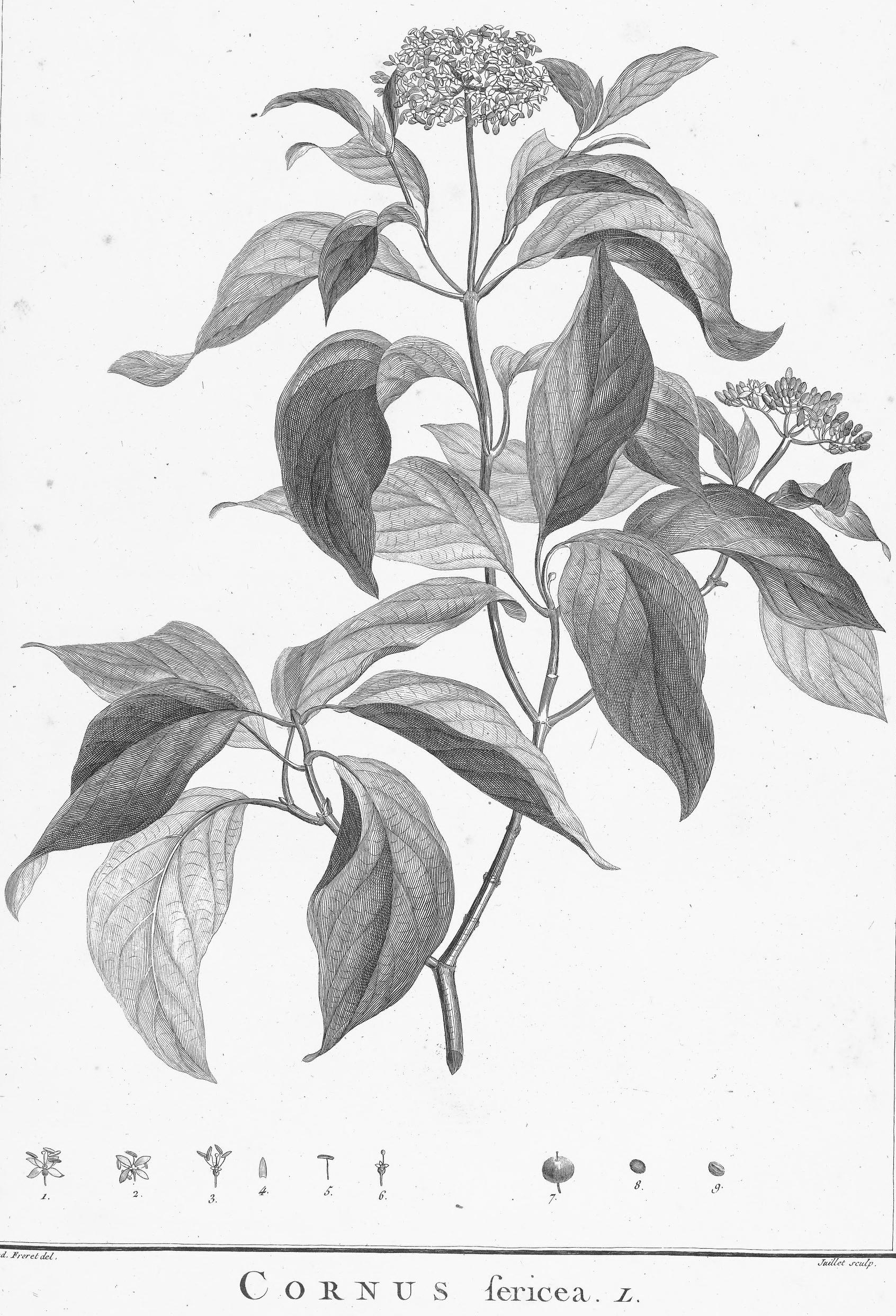
Illustration

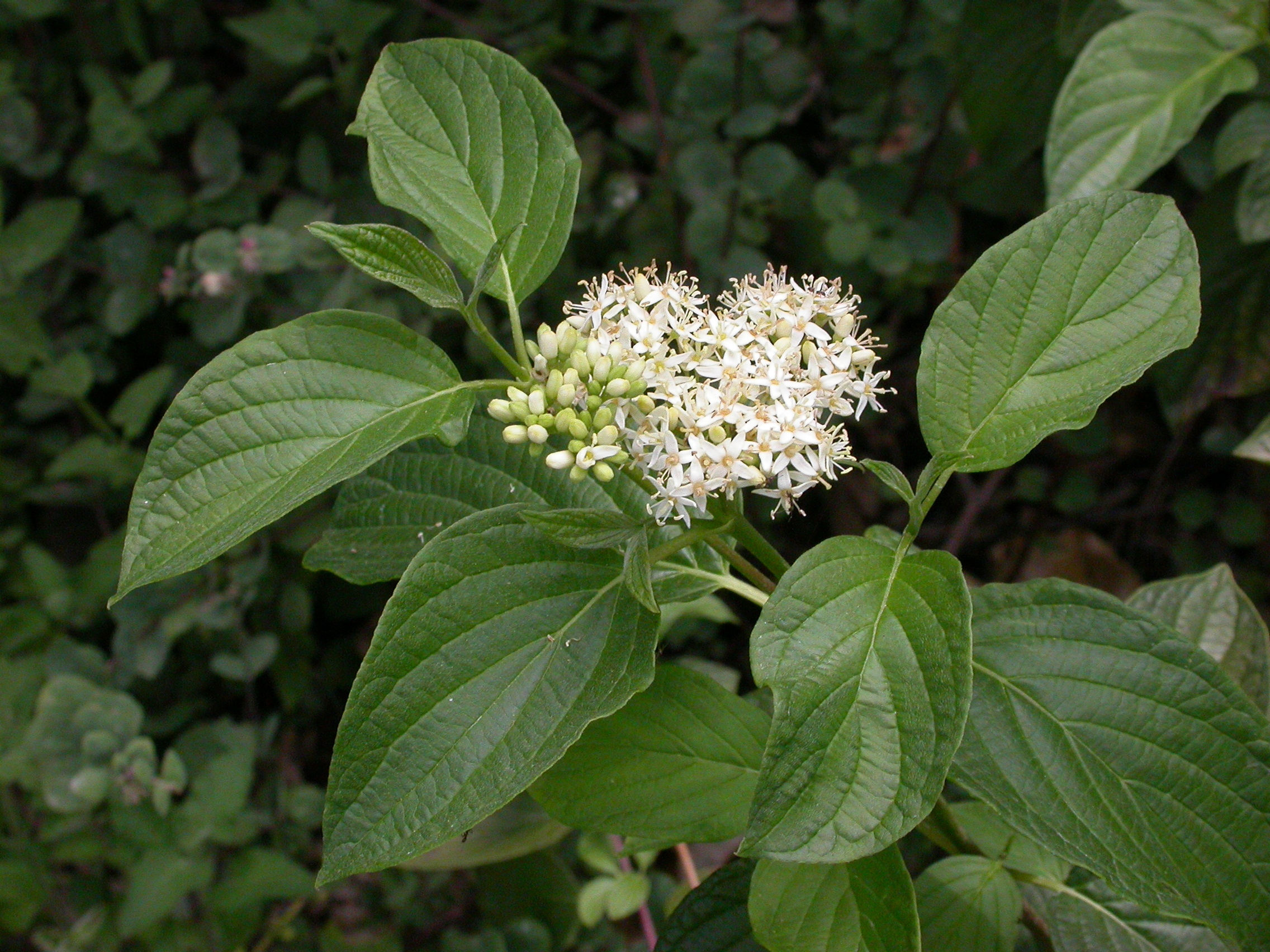
Zweig mit gegenständigen Laubblättern und Blütenstand

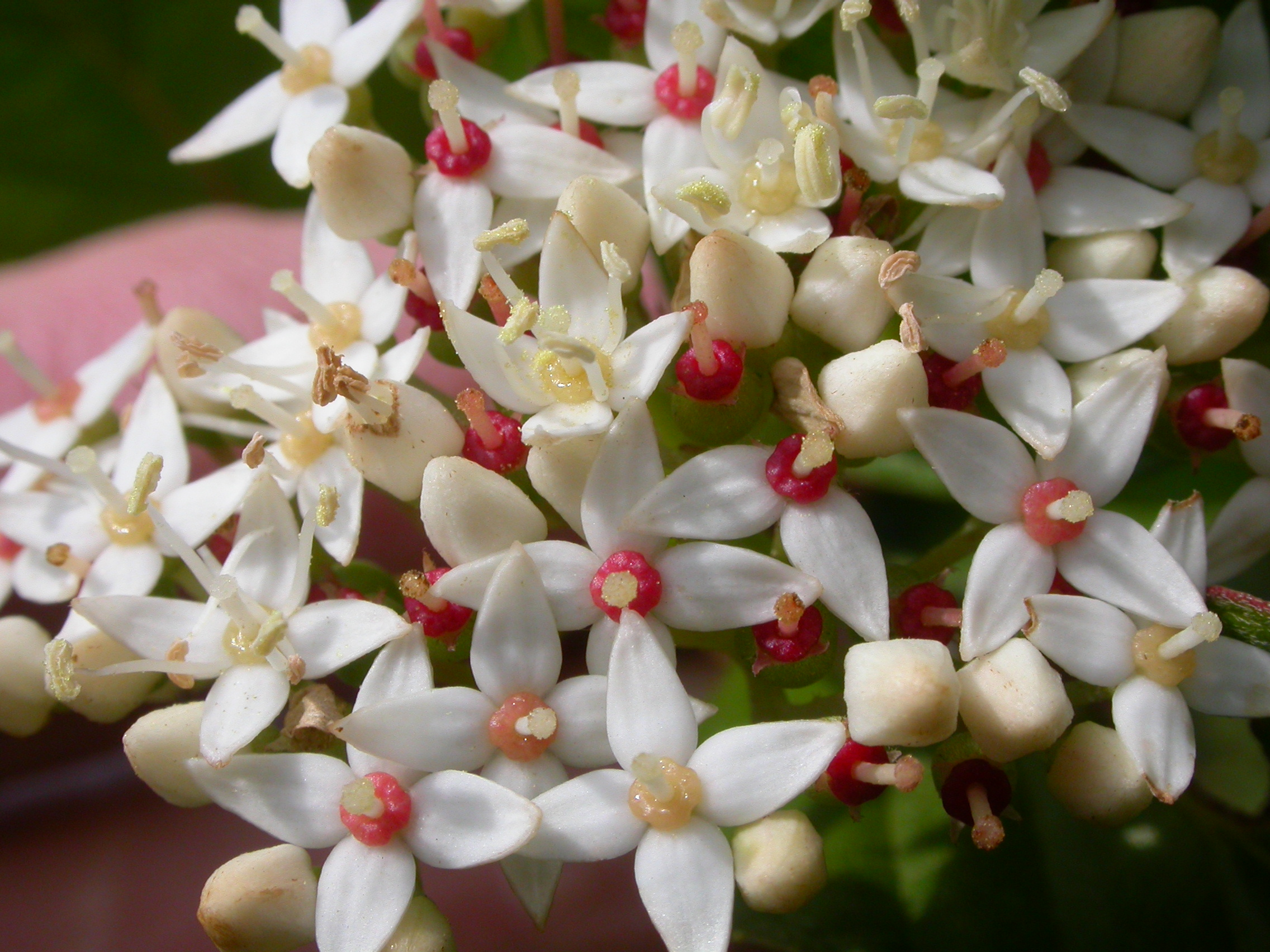
Ausschnitt eines Blütenstandes mit vierzähligen Blüten

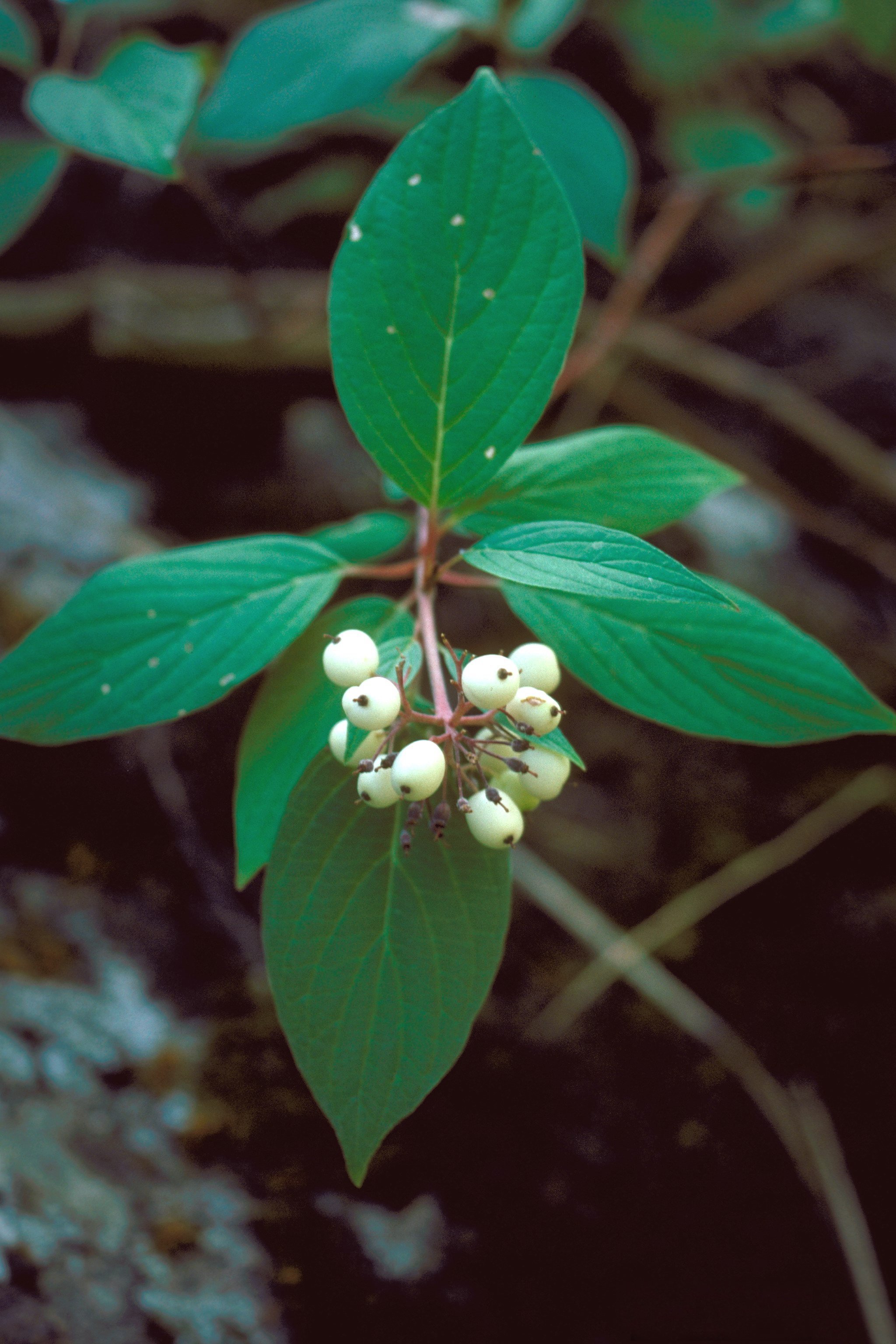
Zweig mit gegenständigen Laubblättern und Früchten

### Vegetative Merkmale
Der Seidige Hartriegel wächst als Strauch, der Wuchshöhen von 1 bis 4 Metern erreicht. Seine Zweige sind ausgebreitet bis bogig überhängend, wo sie den Boden berühren, können sie Wurzeln bilden. Es werden auch zahlreiche Ausläufer gebildet, so dass an geeigneten Standorten schnell ausgedehnte Dickichte entstehen.
Die Rinde junger Zweige ist dunkelrot, ältere Zweige färben sich langsam grau-grün; die rote Färbung ist im Winter am intensivsten. Das Mark ist weit und weiß.
Die gegenständig angeordneten Laubblätter sind in Blattstiel und Blattspreite gegliedert. Die einfache Blattspreite ist 5 bis 14, selten bis 20 Zentimeter lang. Die Blattoberseite stumpf grün und die -unterseite heller. Die Blattadern treten auf der Blattunterseite deutlich hervor und sind zur Blattspitze hin gebogen. Im Herbst färben die Laubblätter sich vor dem Laubfall rot.

### Generative Merkmale
Die Blütezeit reicht etwa von Juni bis Juli. In einem trugdoldigen Blütenstand stehen viele Blüten zusammen.  Die vierzähligen Blüten sind gelblich-weiß.
Die weiße Steinfrucht mit mehr oder weniger kugeligem Steinkern ist im Unterschied zum Tatarischen Hartriegel nicht länger als breit, nicht oder nur wenig zugespitzt.
Die Chromosomenzahl beträgt 2n = 22.

## Ähnliche Arten
Er wird oft mit dem Tatarischen Hartriegel (Cornus alba), der auch Weißer Hartriegel (alba = weiß) genannt wird, gleichgesetzt, dem er zwar äußerlich sehr ähnlich sieht, von dem er sich jedoch durch die Form und Größe seiner Steinkerne sowie durch seine Herkunft unterscheidet.

## Ökologie
Die Frucht wird hauptsächlich durch Vögel ausgebreitet, aber auch verschiedene Säugetiere fressen sie. Dabei ist sie durch einen geringen Zuckergehalt wenig attraktiv und hängt oft bis weit in den Winter hinein an den Zweigen.

## Vorkommen
Die Heimat des Seidigen Hartriegels erstreckt sich im nördlichen Nordamerika ausgehend von Neufundland bis Alaska im Norden in südlicher Richtung bis in die US-Bundesstaaten Pennsylvania, Indiana, Illinois, Missouri und New Mexico sowie ins nördliche Mexiko hinein.
Er wächst dort auf gut mit Wasser und Nährstoffen versorgten Böden, an Bächen und in Sümpfen, sowohl in halbschattigen Lagen am Waldrand als auch in der Sonne. Vergesellschaftet ist der Seidige Hartriegel oft mit Weiden und Erlen.
In einigen Ländern Europas (beispielsweise Deutschland) ist er ein eingebürgerter Neophyt.

## Systematik
Die Erstveröffentlichung von Cornus sericea erfolgte durch Carl von Linné. Synonym von Cornus sericea L. ist Cornus stolonifera Michx. Das Artepitheton sericeus bedeutet seidig, stolonifera bedeutet ausläufertreibend.
Aufgrund des großen Verbreitungsgebietes unterscheiden sich einzelne Populationen des Seidigen Hartriegels teilweise stark voneinander. Deshalb findet man in der Literatur eine Anzahl von Unterarten und Varietäten, die aber alle fließende Übergänge aufweisen und nicht sicher unterschieden werden können. Recht häufig werden die Unterarten Cornus sericea subsp. occidentalis abgetrennt, die im westlichen Nordamerika verbreitet ist und sich durch eine Behaarung der Triebe und Blätter von der Cornus sericea subsp. sericea unterscheidet; auch hier gibt es unklare Abgrenzungen.

## Verwendung

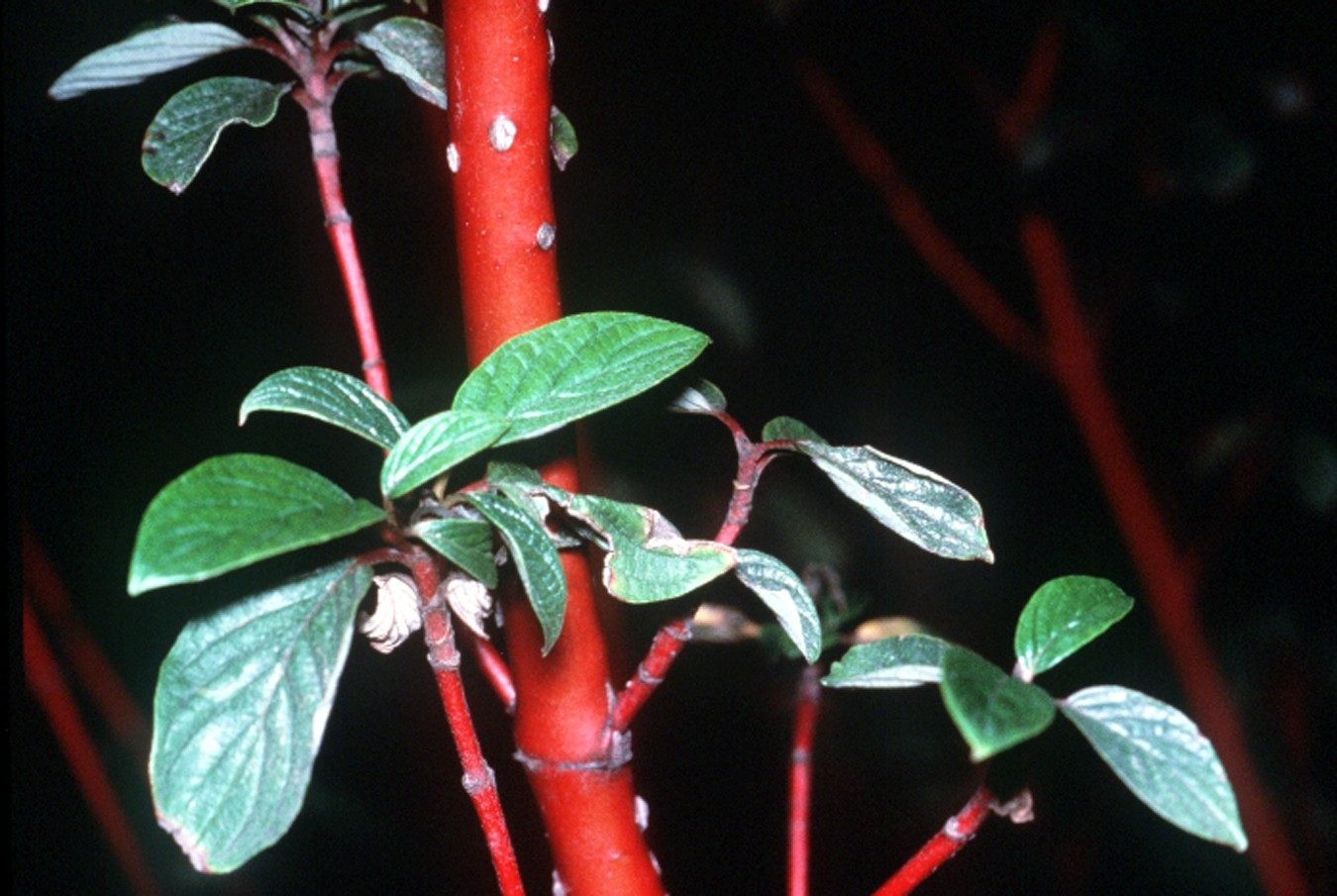
Die charakteristische rote Rinde der Zweige

Wegen der im Winter auffällig rot gefärbten Zweige wird der Seidige Hartriegel als Zierstrauch verwendet. Ein häufiges Zurückschneiden entfernt ältere, graue Zweige und fördert neue, lebhafter gefärbte. Häufige Sorten sind ‘Flaviramea’ mit gelber Rinde und ‘Kelseyi’.
In der freien Landschaft nutzt man das rasche Wachstum und die wurzelnden Ausläufer, um Bodenerosion zu vermeiden. Der Seidige Hartriegel wird häufig verwendet, um gestörte Flächen an Bächen zu befestigen.
Die langen, geraden und biegsamen Zweige können zum Flechten verwendet werden.
Die innere Rinde wurde früher geraucht und hat einen leicht narkotischen Effekt.